# Blabicentrus bellus
Blabicentrus bellus är en skalbaggsart som först beskrevs av Maria Helena M. Galileo och Martins 2004.  Blabicentrus bellus ingår i släktet Blabicentrus och familjen långhorningar. Inga underarter finns listade.